# Tradução eucariótica
Tradução eucariótica ou tradução eucariota é o processo biológico pelo qual ARN mensageiro é traduzido em proteínas em eucariotas.  Consiste em quatro fases: tradução gênica, alongamento, terminação e recapeamento.

## Iniciação

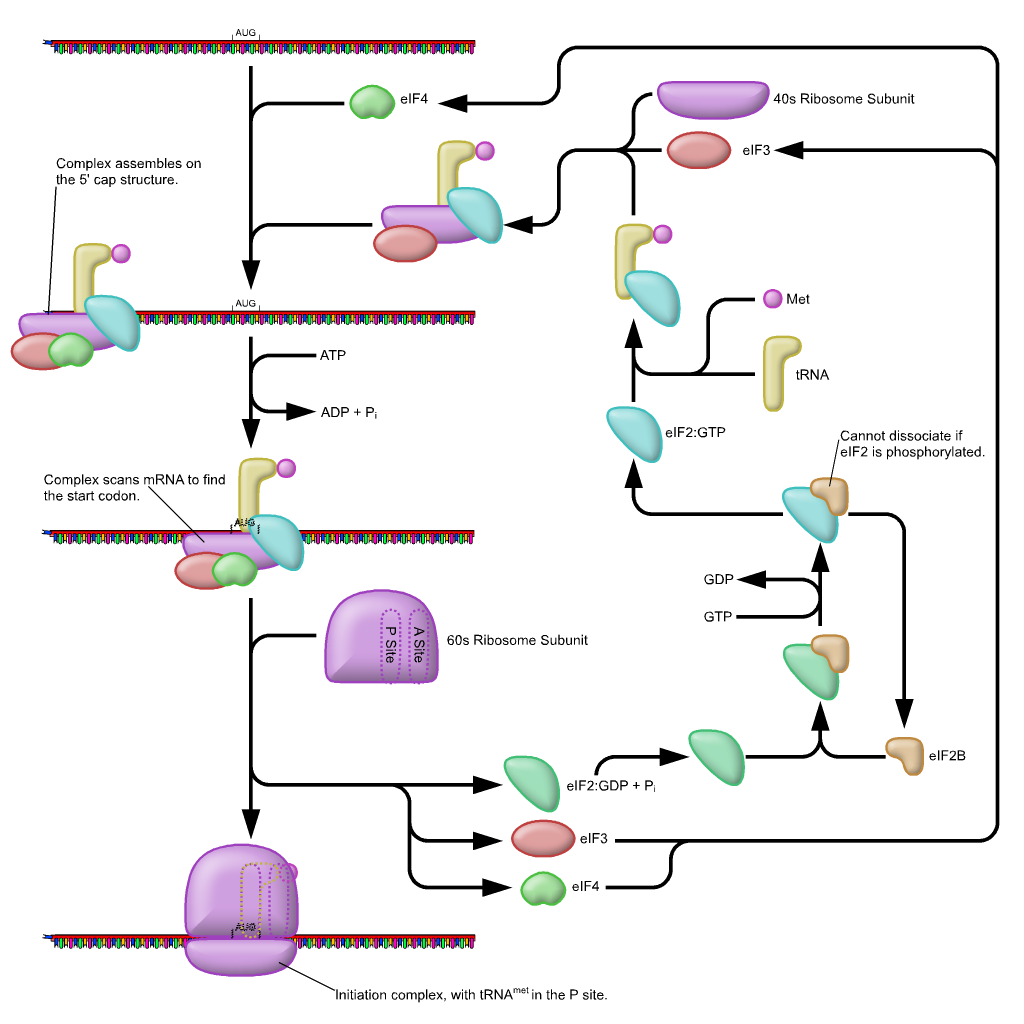
O processo de iniciação da tradução em eucariotas.

A iniciação da tradução é o processo pelo qual o ribossomo e seus fatores associados se ligam a um mRNA e são montados no códon de iniciação.  Esse processo é definido como dependente de cap (capa, limite), no qual o ribossomo se liga inicialmente no cap 5' e depois viaja para o códon de parada, ou como independente de cap, em que o ribossomo não se liga inicialmente ao cap 5'.

### Iniciação dependente decap

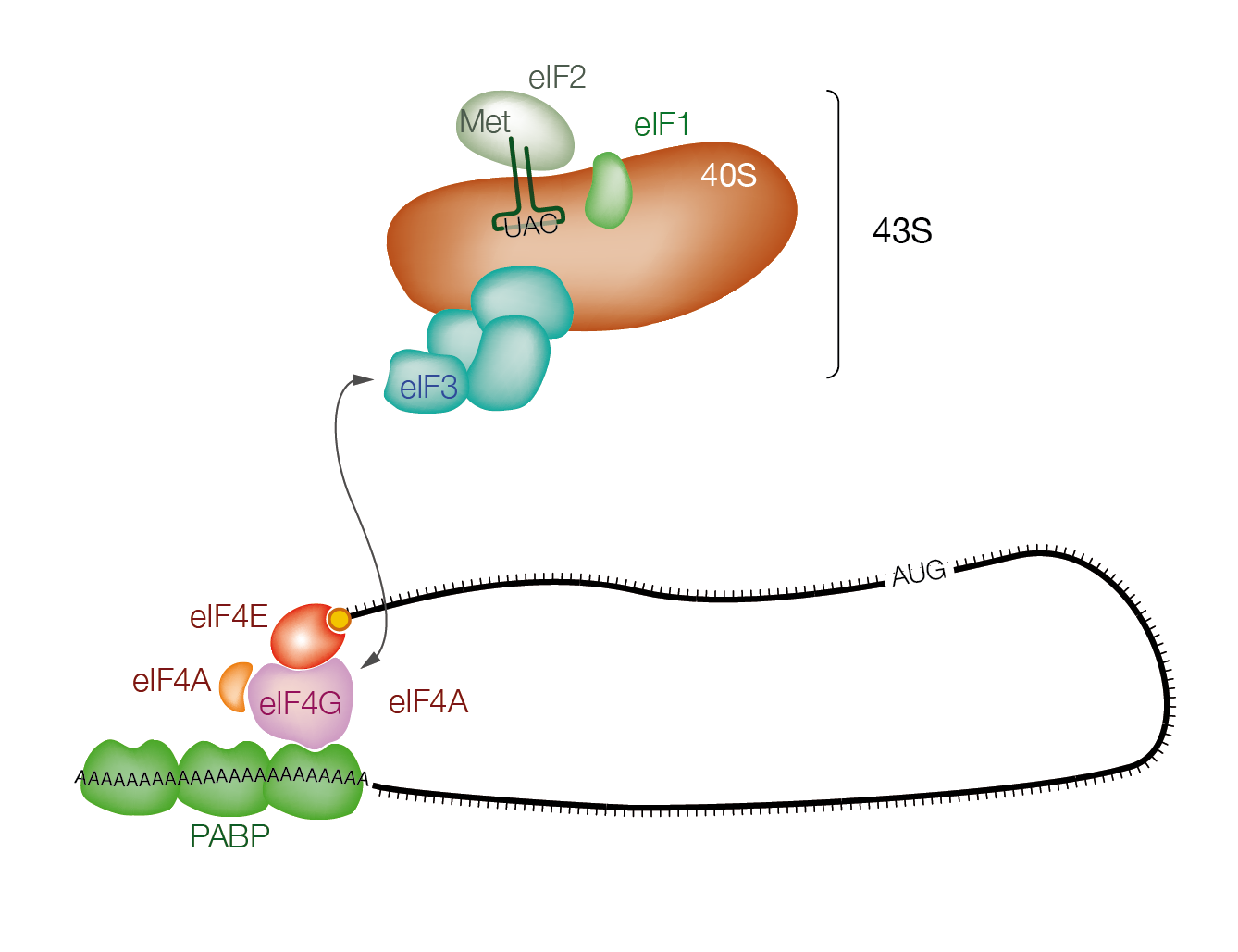
Alguns dos complexos protéicos envolvidos na iniciação.

A iniciação da tradução geralmente envolve a interação de certas proteínas-chave, os fatores de iniciação, com uma etiqueta especial ligada à extremidade 5' de uma molécula de mRNA, a cap 5', bem como com o 5' UTR. Essas proteínas ligam a pequena subunidade ribossomal (40S) e manter o mRNA no lugar.  eIF3 é associado com a subunidade ribossomal 40S e desempenha um papel em manter a subunidade ribossomal grande (60S) de ligar-se prematuramente.  eIF3 também interage com o complexo eIF4F, que consiste em três outros fatores de iniciação: eIF4A, eIF4E e eIF4G. eIF4G é uma proteína de andaime que se associa diretamente tanto com eIF3 como com os outros dois componentes.  eIF4E é a proteína de ligação ao cap.  Ligação do cap por eIF4E é frequentemente considerada a etapa limitante da taxa de iniciação dependente do cap, e a concentração de eIF4E é um nexo regulatório de controle translacional. Certos vírus clivam uma porção de eIF4G que liga-se eIF4E, evitando assim que a tradução dependente de cap sequestre a maquinaria do hospedeiro em favor das mensagens virais (independentes de cap).  eIF4A é uma helicase de RNA dependente de ATP que auxilia o ribossomo resolvendo certas estruturas secundárias formadas ao longo do transcrito de mRNA.  A proteína de ligação a poli(A) (PABP, de poly(A)-binding protein) também associa-se com o complexo eIF4F via eIF4G, e liga a cauda poli-A da maioria das moléculas de mRNA eucarióticas.  Esta proteína tem sido envolvido em desempenhar um papel na circularização do mRNA durante a tradução. Este complexo de pré-iniciação 43S (43S PIC) acompanhado pelos fatores de proteína se move ao longo da cadeia de mRNA em direção a sua extremidade 3', em um processo conhecido como 'varredura', para alcançar o códon de iniciação (tipicamente AUG).  Em eucariotas e arquea, o aminoácido codificado pelo códon de iniciação é a metionina.  O tRNA iniciador carregado com Met (Met-tRNAiMet) é trazido para o sítio P da pequena subunidade ribossômica por fator de iniciação eucariótico 2 (eIF2).  Ele hidrolisa o GTP e sinaliza para a dissociação de vários fatores da pequena subunidade ribossômica, eventualmente levando à associação da grande subunidade (ou a subunidade 60S).  O ribossomo completo (80S) então começa o alongamento da tradução.
A regulação da síntese de proteínas é parcialmente influenciada pela fosforilação de eIF2 (via a subunidade α), o qual faz parte do complexo ternário eIF2-GTP-Met-tRNAiMet (eIF2-TC).  Quando grandes números de eIF2 são fosforilados, a síntese de proteínas é inibida. Isso ocorre sob a falta de aminoácidos ou após uma infecção viral. No entanto, uma pequena fração desse fator de iniciação é naturalmente fosforilada. Outro regulador é 4EBP (Proteína 1 de ligação ao fator de iniciação da tradução eucariótica 4E), o qual se liga ao fator de iniciação eIF4E e inibe suas interações com eIF4G, evitando assim a iniciação dependente de cap.  Para se opor aos efeitos do 4EBP, os fatores de crescimento fosforilam o 4EBP, reduzindo sua afinidade pelo eIF4E e permitindo a síntese de proteínas.
Embora a síntese de proteínas seja globalmente regulada pela modulação da expressão dos principais fatores de iniciação, bem como do número de ribossomos, os mRNAs individuais podem ter diferentes taxas de tradução devido à presença de elementos reguladores da sequência. Isso tem se mostrado importante em uma variedade de configurações, incluindo meiose de levedura e resposta de etileno em plantas. Além disso, trabalhos recentes em leveduras e humanos sugerem que a divergência evolutiva nas sequências reguladoras cis pode afetar a regulação da tradução.  Além disso, helicases de RNA tais como DHX29 e Ded1/DDX3 podem participar do processo de iniciação da tradução, especialmente para mRNAs com 5'UTRs estruturados.

### Iniciação independente decap
O exemplo mais bem estudado de iniciação de tradução independente de cap em eucariotos usa o sítio interno de entrada do ribossomo (abreviado na literatura em inglês IRES, de internal ribosome entry site).  Ao contrário da tradução dependente de cap, a tradução independente de cap não requer um cap 5' para iniciar a varredura da extremidade 5' do mRNA até o códon de início.  O ribossomo pode localizar o local de início por ligação direta, fatores de iniciação e/ou ITAFs (fatores de ação IRES) ignorando a necessidade de varrer todo o 5' UTR.  Este método de tradução é importante em condições que requerem a tradução de mRNAs específicos durante o estresse celular, quando a tradução global é reduzida.  Os exemplos incluem fatores que respondem à apoptose e respostas induzidas por estresse.